# Рыбный канал

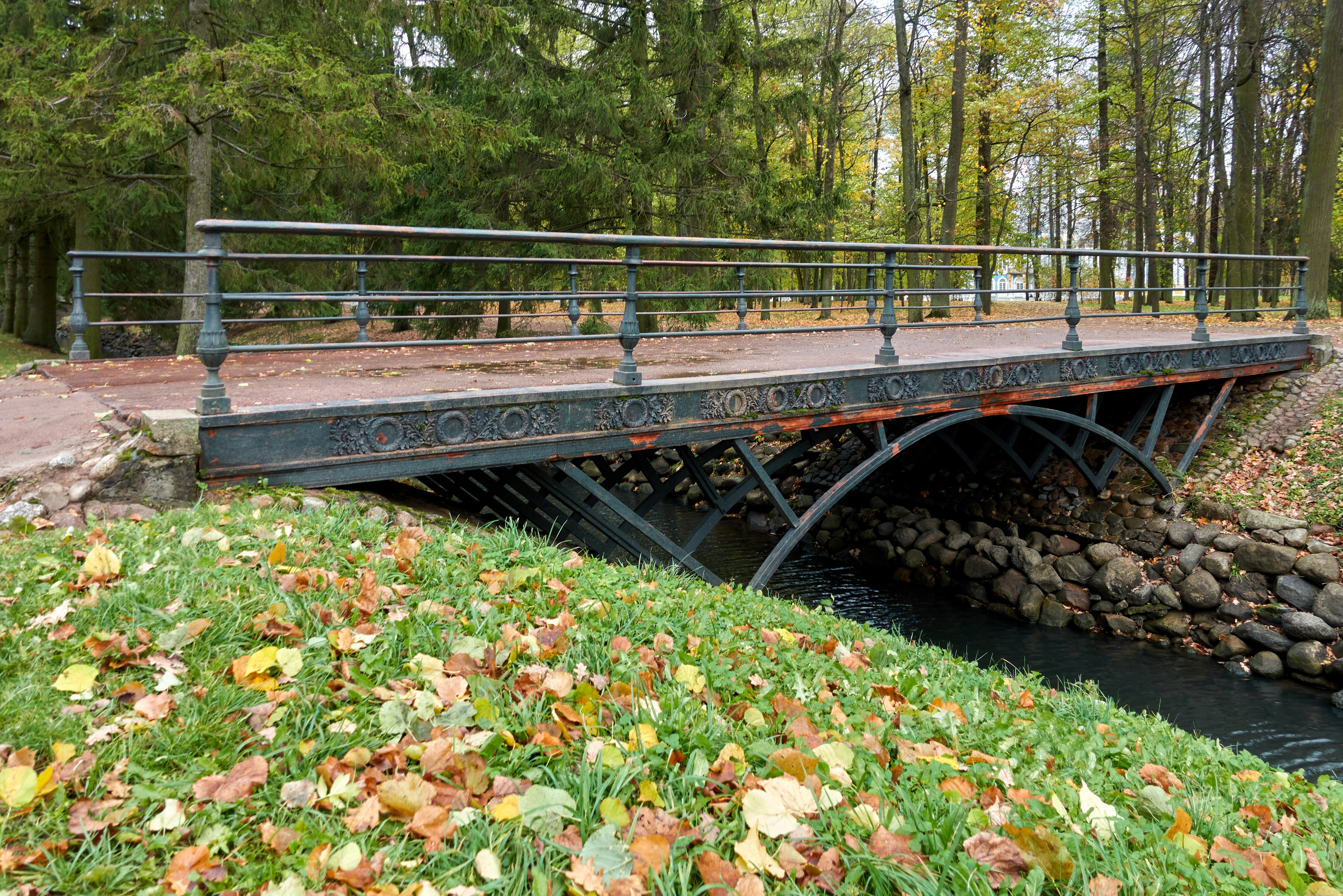
Третий мост

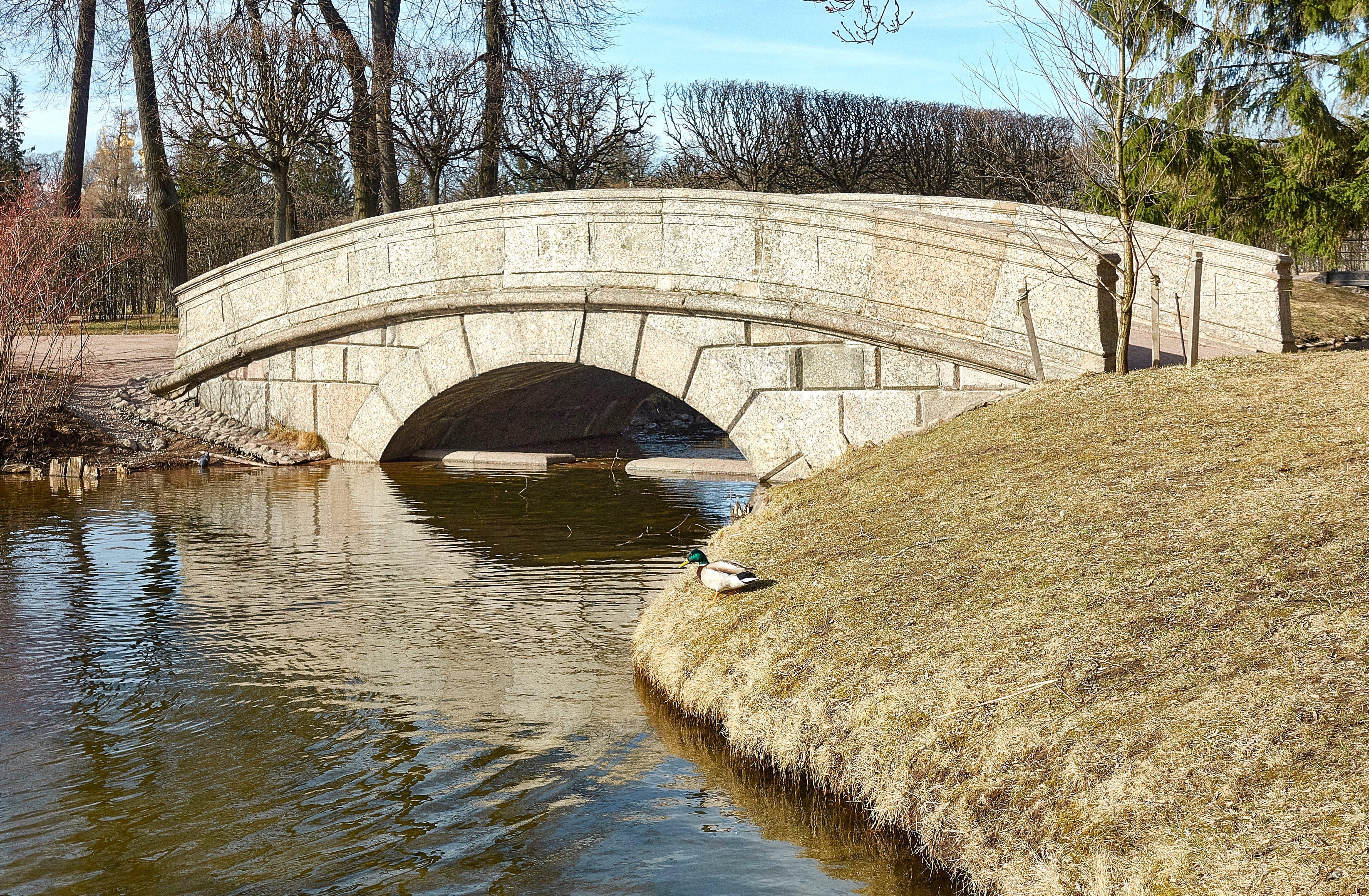
Горбатый мост

Рыбный (Поперечный) канал — построенный в 1721 году канал в Пушкине, идущий параллельно Екатерининскому дворцу от Большого пруда до Малых Каскадных прудов. Первый искусственный водоём Екатерининского парка. Получил своё название потому, что в нём предполагалось разводить рыбу для царского стола, но из-за отсутствия в канале в то время проточной воды рыба здесь не водилась.
Сначала мосты через канал были деревянными. В 1774 году проект двух гранитных мостов через канал разработал В. И. Неелов; до второй половины XX века авторство приписывалось Ю. М. Фельтену. Вероятно, в проектировании мостов участвовал и И. К. Герард, построивший плотины между тремя Нижними прудами и шлюз в конце Рыбного канала.
Мосты Неелова через канал арочные, однопролётные, с одинаковыми композицией, размерами и стилем оформления. Парапеты мостов сплошные, сложенные из больших гранитных блоков, украшенных неглубокими филёнками и профилированными тягами.
В 1825 году был построен третий, железный мост через канал, расположенный между гранитными в продолжении аллеи от Холодной бани. Для моста использовали конструкции от моста, который должен был стоять в озерках Александровского парка, его собрали под руководством архитектора Шпекле. Автором моста может быть Стасов или Руска. У этого моста горизонтальное верхнее строение, полукруглые дуги с подкосами на металлических фермах. Перила моста образуют чугунные балясины, которые соединяют горизонтальные прутья, узорчатые украшения моста также сделаны из чугуна. Четвёртый мост через канал был построен в 1898 году на Верховой дороге. Оба моста нарушили изначальный замысел и ухудшили перспективу канала.